# Anacrusis aerobatica
Anacrusis aerobatica är en fjärilsart som beskrevs av Edward Meyrick 1917. Anacrusis aerobatica ingår i släktet Anacrusis och familjen vecklare. Inga underarter finns listade i Catalogue of Life.